# Maredudd ab Owain
Maredudd ap Owain (938 – 999) va ser un rei de Powys que visqué al segle x.
Maredudd era net de Hywel Dda i fill d'Owain ap Hywel Dda, rei de Deheubarth. Quan Owain va ser massa gran per conduir les tropes en batalla, el substituí Maredudd, que al 986 va capturar Gwynedd a Cadwallon ab Ieuaf. En morir Owain dos anys més tard, Maredudd heretà també Deheubarth. En aquest moment, controlaria tot Gal·les, tret de Gwent i Morgannwg.
Està documentat que assaltà establiments Mercians en les fronteres de Radnor, i també d'haver pagat un penic de rescat per alguns dels seus súbdits que havien estat segrestats en ràzzies vikingues. Els atacs danesos foren un problema recurrent durant el regnat de Maredudd. En l'any 987, Godfrey Haroldson va fer una incursió a l'Illa de Mona (Anglesey), matant-ne un miler i agafant-ne dos mil més com a captius. Maredudd va morir en l'any 999, i els annalistes el retrataren com "el més famós dels britons". El tron de Gwynedd tornà a passar a la línia d'Idwal Foel en la persona de Cynan ap Hywel.